# 미란돌라 공성전 (1510년)
미란돌라 공성전(Assedio della Mirandola)는 캉브레 동맹 전쟁 기간 교황 율리오 2세가 1510년 이탈리아 에밀리아 지역에서 소국의 수도였던 미란돌라에서 일으킨 전투이다.
미란돌라 공성전은 프랑스에 맞서 베네치아 공화국과의 동맹의 일부로서 교황 율리오 2세가 벌인 공격 작전 중 하나였다. 1510년 10월에 그는 교황궁을 볼로냐로 옮겼지만, 그곳에서 진격해오는 프랑스 장군 샤를 2세 당부아즈에 반격하기에는 병력이 너무 적었기에, 그는 평화 협상을 논의하기 시작했다. 그러나 지원 병력이 합류하면서 그는 외교적 활동을 중단하고 사수올로로 관심을 돌렸고, 한편 프랑스는 루비에라로 퇴각했다. 이틀만에 사수올로는 함락됐고; 다음 목표는 요새화된 도시인 미란돌라로, 1510년 12월 19일 공성을 시작했다.
교황은 그의 조카이자 교황군 총사령관인 프란체스코 마리아 1세 델라 로베레가 수상쩍은 태만 행위를 보여주자, 그가 직접 군사 지휘에 나섰다. 교황군은 1511년 1월 20일 얼어붙은 배수로를 기회 삼아 기습해 점령하였다.

## 같이 보기
- 캉브레 동맹 전쟁
- 마리냐노 전투
- 미란돌라 공성전 (1551년)
- 이탈리아 전쟁
- 이탈리아 전쟁의 전투 목록

## 참고 문헌
- 프란체스코 구이차르디니 (1984). 《The History of Italy (translated by Sydney Alexander)》. Princeton: Princeton University Press. ISBN 0-691-00800-0.